# Censorius
Censorius (gestorven in 448) was een Romeins generaal die bekend is door zijn diplomatieke missies naar de Sueven. Hij wordt genoemd in de Kroniek van Hydatius als comes (militaire graaf) in de jaren 432 tot 440.
Van Censorius zijn drie diplomatieke missies bekend. In 432, 437 en 440 vertegenwoordigde hij het West-Romeinse Rijk bij onderhandelingen met de Sueven in Hispania. Op zijn tweede expeditie werd hij vergezeld door de legaat Fretimund. Toen hij in 440 terugkeerde van zijn derde expeditie werd hij gevangengenomen door Rechila, de Suevische koning in de buurt van Mértola (Myrtilis). Hij bracht de volgende acht jaar in gevangenschap door voordat hij werd geëxecuteerd door Agiulf in Sevilla. Zijn executie houdt mogelijk verband met de daaropvolgende oorlogszuchtige houding van Rechila's opvolger, Rechiar, tegenover de Romeinen.